# Sauromalus varius
Sauromalus varius — це вид з родини ігуанових, ендемічний для острова Сан-Естебан (Мексика) у Каліфорнійській затоці. Це найбільший із п'яти видів роду, і він знаходиться під найбільшою загрозою.

## Опис
Це найбільший вид роду, сягає 61 см у довжину тіла та 76 см у загальну довжину та важить до 1,4 кг. Його вважають хрестоматійним прикладом острівного гігантизму, оскільки він у три-чотири рази більший за своїх материкових аналогів. Шкіра самця сіра з коричнево-жовтими плямами по всьому тілу, а обличчя сіро-чорне. Самка більш тьмяна на вигляд, з меншою кількістю плям. Забарвлення забезпечують майже ідеальний камуфляж проти деяких їхніх хижаків.

## Поведінка
Ці великі ящірки, як відомо, нешкідливі для людини, тікають від потенційних загроз. Коли його турбують, S. varius вклинюється в тісну щілину скелі, ковтає повітря та надуває своє тіло, щоб закріпитися. Самці сезонно й умовно територіальні. Велика кількість ресурсів створює ієрархію на основі розміру, де один великий самець домінує над меншими самцями. S. varius використовують комбінацію кольорів і фізичних проявів, а саме «віджимання», махання головою та роззявлення рота, щоб спілкуватися та захищати свою територію.
S. varius є денними тваринами, і оскільки вони ектотермічні, проводять більшу частину свого ранку та зимових днів, гріючись на сонці. Ці ящірки добре пристосовані до умов пустелі; вони активні при температурах до 39 °C. 
Парування відбувається з квітня по липень, з червня по серпень відкладають від 5 до 16 яєць. Яйця вилуплюються наприкінці вересня.
Ці ігуани можуть жити 25 років і більше.

## Дієта
Ці ігуани воліють жити в лавових потоках і скелястих районах з закутками і щілинами, доступними для відступу в разі загрози. Ці території зазвичай вкриті креозотовим кущем і кактусами чолла, які складають основну частину їхнього раціону, оскільки тварина в основному травоїдна. S. varius живляться також листям, плодами і квітами однорічних і багаторічних рослин і навіть бур'янами; комахи є додатковою здобиччю, якщо їх взагалі їдять.